# 목사관

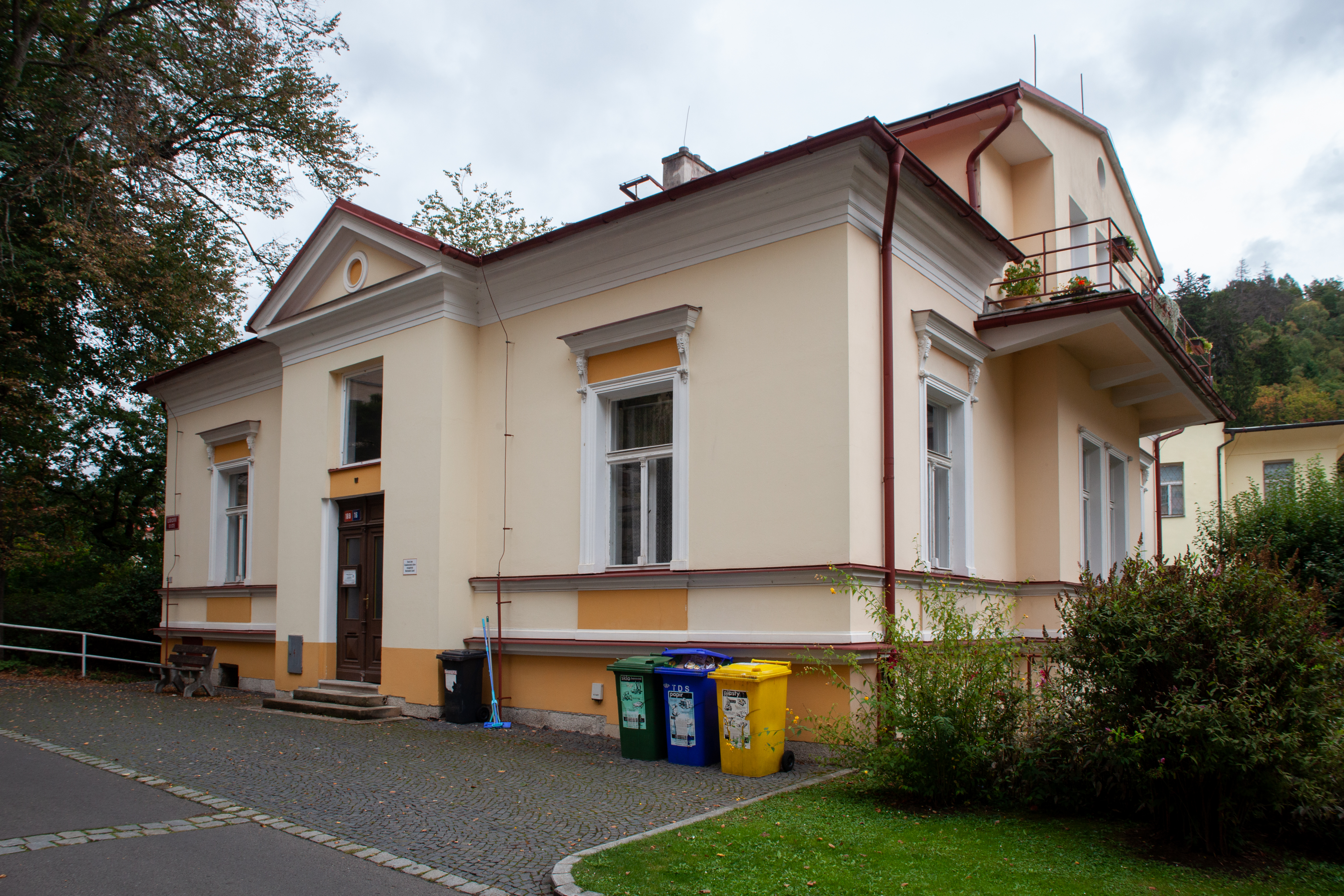

목사관(牧師館, clergy house)은 각 교구의 목사가 거주하거나 이전에 거주했던 주택이다. 일반적으로 영국 국교회를 중심으로 한 성공회에서 사용된다. 사택(舍宅)이라고도 한다.

## 기능
목사관은 일반적으로 성직자에 대한 혜택으로 교회에서 소유하고 유지 관리한다. 이 관행은 성직자들이 비교적 빈번한 간격으로 한 교회에서 다른 교회로 이동하는 경향 때문에 많은 교단에 존재한다. 또한 소규모 커뮤니티에서는 적절한 주택을 이용할 수 없다. 또한 그러한 거주지는 급여 대신에 제공될 수 있지만 제공되지 않을 수 있다(특히 소규모 회중에서).
특히 가톨릭 사택은 본당의 여러 사제가 살 수 있다. 사택은 종종 지역 본당의 행정 사무소이자 거주지로 사용된다. 이들은 일반적으로 거주자가 봉사하는 교회 옆 또는 적어도 가까운 곳에 위치한다.
부분적으로는 교회의 일반적인 보존으로 인해 많은 목사관이 살아남았으며 역사적으로 중요하거나 중요하다. 영국에서는 14세기에 지어진 알프리스턴 클러지 하우스(Alfriston Clergy House)가 내셔널 트러스트(National Trust)가 인수한 최초의 부동산이었다. 이 부동산은 1896년 거의 폐허가 된 상태에서 10파운드에 구입했으며 목사는 오래 전에 다른 곳으로 옮겼다.
목사관이 종종 다소 웅장했던 일부 국가에서는 이제 많은 건물이 교회에서 매각되어 더 겸손한 재산으로 대체되었다. 가족이 개인 주택으로 사용하기 위해 수많은 목사관을 구입했다. 다른 것들은 사무실로 개조되거나 다양한 시민 기능을 위해 사용되었다. 영국의 많은 마을에서 이전 목사관은 "Old Vicarage"또는 "Old Rectory"라고 불린다. 스코틀랜드에서는 이전 목사관이 "Old Manse"로 알려져 있다.

## 참고문헌
- 교회용어사전: 행정 및 교육 (2013년) - 가스펠서브 생명의말씀사
- Alun-Jones, Deborah (2013) The Wry Romance of the Literary Rectory. London: Thames & Hudson ISBN 978-0-500-51677-5